# روجر برتراند
روجر برتراند هو سياسي كندي، ولد في 26 يوليو 1947 في دوناكونا في كندا. انتخب عضو الجمعية الوطنية في كيبك ‏.